# Mannei
I Mannei (accadico: Mannai, possibilmente erano i biblici Minni, מנּי) erano un antico popolo di origine sconosciuta che visse in un'area (di solito allora chiamata Mannea) corrispondente all'attuale Iran nord-occidentale, tra il X e il VII secolo a.C.
A quel tempo essi avevano per confinanti gli imperi di Assiria e Urartu, insieme ad altri piccoli stati cuscinetto compresi fra i due, come Musasir e Zikirta.

## Localizzazione
La loro patria originaria era situata a est e a sud del Lago di Urmia, grosso modo incentrata intorno all'attuale Mahabad, nelle provincie dell'Azarbaijan occidentale e Azarbaijan orientale dell'Iran..
Gli scavi archeologici iniziati nel 1956 riuscirono a scoprire la città fortificata di Hasanlu, ipotizzata come un potenziale sito manneo. Più recentemente, il sito di Qalaichi (possibilmente l'antica Izirtu/Zirta) è stato collegato ai mannei in base a una stele in esso trovata con questo toponimo.
Dopo aver subito diverse sconfitte per mano sia degli sciti che degli assiri, i resti della popolazione mannea vennero assorbiti nel 616 a.C. da quella iranica dei medi in Iran nord occidentale attuali province di Azerbaijan est e ovest,

## Etnicità
Secondo l'Enciclopedia Iranica:

## Storia
Il regno Manneo iniziò a fiorire intorno all'850 a.C., e la sua capitale era una città fortificata, Izirtu (Zirta).
Nel decennio dell'820 a.C. essi si espansero sino a diventare il primo grande stato occupante la regione, successivamente seguiti dai medi e dai parsu (persiani). In quel periodo era presente una potente aristocrazia, che talvolta limitava il potere del re.
Già dall'800 a.C., la regione venne ad essere rivendicata dall'Assiria e da Urartu, che costruì molte fortezze nel territorio della Mannea. Durante il conflitto aperto fra i due contendenti, verso il 750-730 a.C. ca., i mannei colsero l'opportunità di allargare i loro possedimenti, pervenendo al culmine del loro potere durante il regno di Iranzu (725-720 a.C. ca.).
Nel 716 a.C., Sargon II di Assiria mosse contro la Mannea, dove il regnante Aza, figlio di Iranzu, era stato deposto da Ullusunu con l'aiuto degli urartiani. Sargon prese Izirtu, sistemando le sue truppe nel Parsuash (patria originaria della tribù persiana, nei pressi del lago di Urmia) e Kar-Nergal (Kishesim). Gli assiri quindi utilizzaromo la regione come pascolo, ed area per l'ammaestramento e commercio di cavalli.
Secondo fonti assire, in questo periodo, i cimmeri (gimirru), si spostarono dalla loro patria originaria, Gamir o Uishdish, situata "in mezzo ai mannai". I cimmeri appaiono per la prima volta negli annali nel 714 a.C., quando sembra che aiutarono gli assiri a sconfiggere Urartu; Urartu scelse di sottomettersi ed allearsi agli assiri, per poi insieme sconfiggere i cimmeri, tenendoli così lontani dalla mezzaluna fertile.
Ad ogni modo, i cimmeri si ribellarono ancora contro Sargon intorno nel 705 a.C., l'anno in cui cadde in battaglia contro di essi, e nel 679 a.C. emigrarono a oriente e a occidente dalla Mannea.
I mannei vengono anche ricordati per la ribellione contro Esarhaddon di Assiria nel 676 a.C., quando essi interruppero il commercio di cavalli tra Assiria e Parsuash.
Il re Ahsheri, regnante fino al decennio del 650 a.C., continuò ad allargare il territorio di Mannea. Tuttavia, la Mannea subì sia una schiacciante sconfitta per mano degli assiri intorno al 660 a.C. che le conseguenze di una rivolta, che continuò fino alla morte di Ahsheri. Ancora nel VII secolo a.C., la Mannea venne ad essere sconfitta dagli sciti, che avanzavano e che avevano già invaso Urartu, successivamente distruggendola nel 585 a.C. Questa sconfitta contribuì ad un'ulteriore disgregazione del regno manneo.
Il successore di Ahsheri, Ualli, prese il posto degli assiri contro il medi (Madai), in questo momento ancora stanziati a est, lungo la riva sud-occidentale del Mar Caspio. Tuttavia, nei decenni successivi del conflitto, sembra che i medi alla fine riuscirono a guadagnare terreno, conquistando il rimanente della Mannea nel 616 a.C., e assorbendone la popolazione.

## Economia, società e cultura
I Mannei erano un popolo stanziale, che praticava l'irrigazione e l'allevamento di bestiame e di cavalli. I poteri del re erano limitati dall'aristocrazia, la classe dominante. L'arte mannea raggiunse la sua massima espressione nell'oreficeria.